# Túnel romà de Furlo
El túnel romà Furlo és una obra que data del regnat de Vespasià a la Via Flamínia, al nivell de la Gola del Furlo, al nord-est d'Acqualagna (província de Pesaro Urbino Itàlia).

## El túnel romà
El túnel de Furlo està perforat a la roca, amb una longitud de 38 m, una amplària de 5,5 metres i 6 metres d'altura. Començat cap al -220 i acabat el 76 dC sota el regnat de l'emperador Vespasià, per facilitar el moviment entre Roma i l'Adriàtic per la Via Flamínia, que segueix la vall del Metaurus fins a la seva desembocadura. Aquest túnel, al qual se li va donar el nom de forulum després Furlo (és a dir, el "forat") és un dels pocs túnels de calçada romana que han arribat fins a nosaltres.

## La gola de Furlo
La Gola del Furlo és un llarg estrenyiment natural situat al llarg de l'antiga ruta de la Via Flamínia, aigües avall de la ciutat d'Acqualagna, pel fons de la qual discorre el riu Metaurus, que rep prop d'allí les aigües del seu afluent el Candigliano. En els últims anys, el tràfic per carretera es desvia a través d'un modern túnel de més de 3 km (el «pas de Furlo»), excavat a través dels Apenins.
La «gola de Furlo» és una atracció turística, elevada l'any 2001 a la categoria de «reserva natural nacional de la Gola del Furlo.»

## Imatges

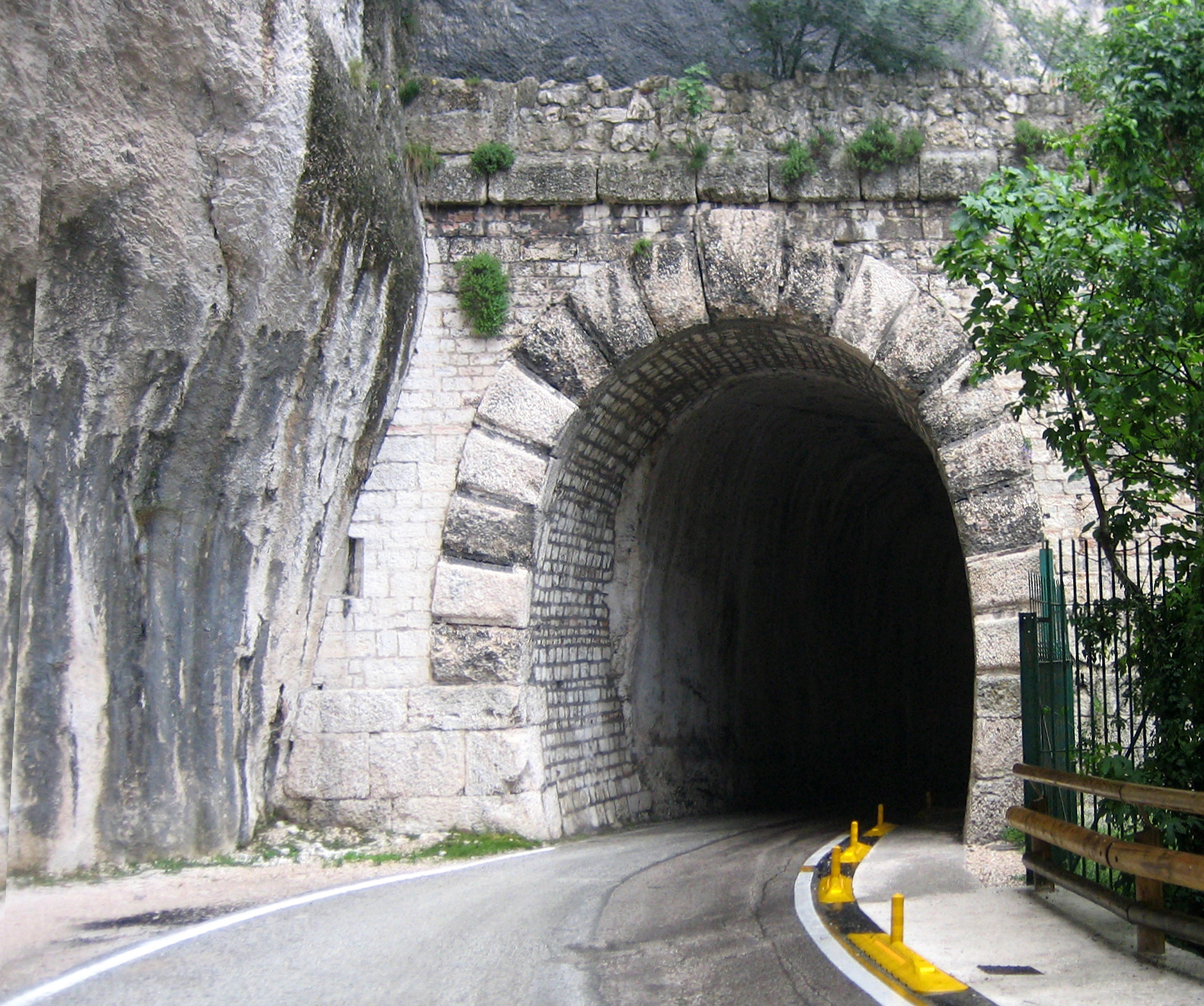
Entrada sud del túnel romà
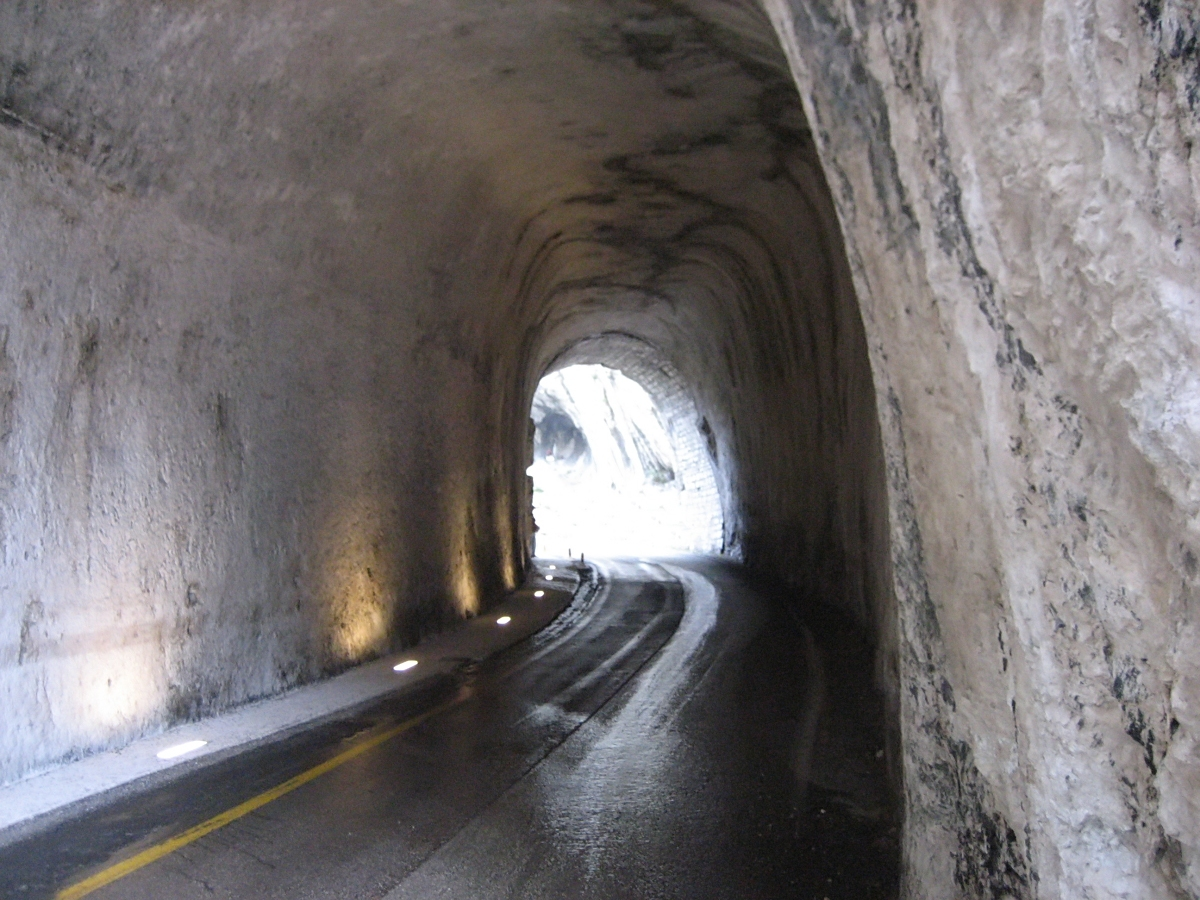
Interior del túnel romà
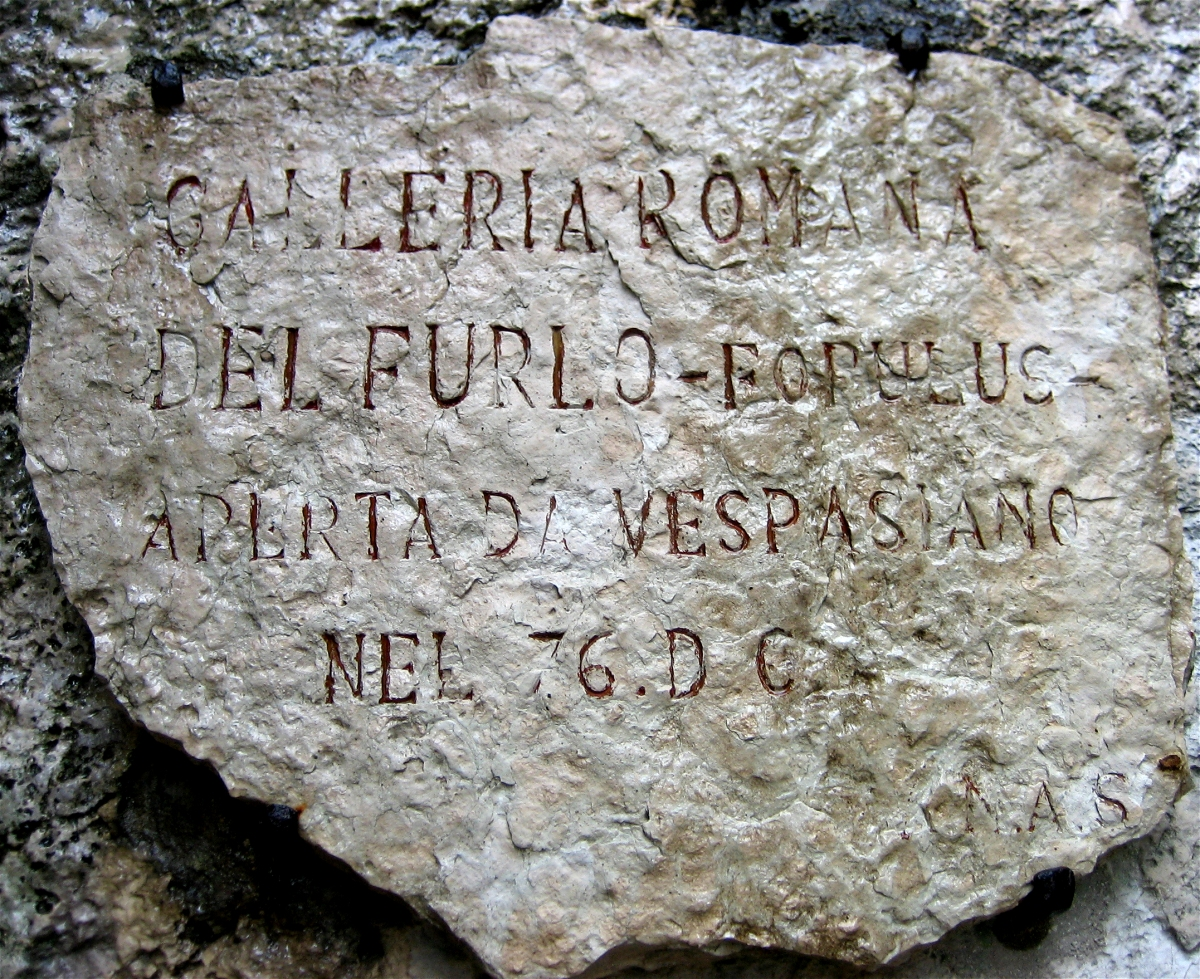
Inscripció a l'entrada del túnel romà
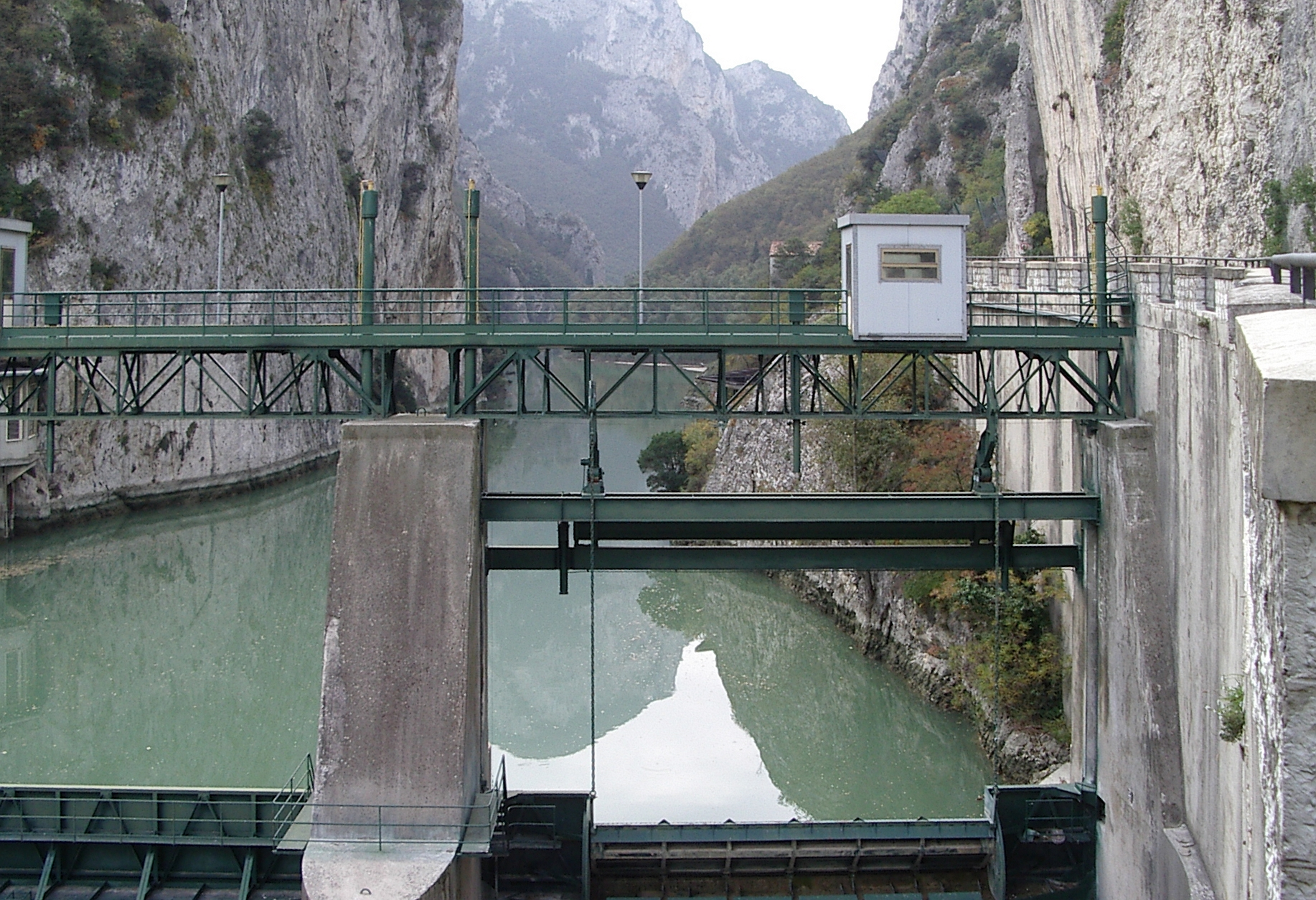
Embassament hidroelèctric a la Gola del Furlo